# サレジオ工業高等専門学校
サレジオ工業高等専門学校（サレジオこうぎょうこうとうせんもんがっこう）は東京都町田市にある高等専門学校。略称はサレジオ高専。
- サレジオ会の精神を受け継ぎ、全国唯一の技術系ミッションスクールとして歴史と伝統を誇る。とりわけ、サレジオ会由来の印刷科（ビジュアル情報工学科）は日本で最初にラテン語辞書を印刷した印刷（工学）科を承継し、多数の著名な同窓生を輩出している。
- 国内外のソーラーカーレース、鳥人間コンテスト、ロボットコンテスト等の出場校としても有名。2007年（平成19年）のロボットコンテストではロボコン大賞、特別賞（本田技研工業）を受賞した[1]。
- 2016年春アニメのキズナイーバーの舞台（聖地）となっている。クレジットにはロケハン協力としてサレジオ高専が載っている。
- 基礎から専門科目をしっかりと5年一貫で学ぶことで、「人間性･専門性･国際性」を養ったデザイナーやエンジニアを育成を目指す。
- 5年後の進路は｢大学3年次編入学｣｢就職｣のいずれかだが、どちらも毎年ほぼ100％の実績を誇る。
- 大学3年次編入では、約半数が国公立大学へと進む。
- 「大学3年次編入学」では推薦枠での進学も多い。
- 1学年約160～180名に対して、毎年約1,500件の求人がある。
- 全国からの入学生のために、校内に男子寮、校外には男子寮・女子寮がある。但し、校外寮は提携寮。
- 「アシステンツァ（アシスト）教育」というサレジオ会の教えに従い、学生に「寄り添い」「サポート」することを大切にしている。
- 高等学校とは異なり、高等教育機関であるため、授業時間は90分である。
- 高等教育機関であるため「大学コンソーシアム八王子」にも参画している。
- 男女共学校。
- 2025年度より情報工学科のみの編成となり「デジタル人材」育成に特化している。
- これまで、３年生以上から私服解禁であったが、2025年度より全学年で私服着用が可能となる。（１～２年生は制服購入・着用は任意）
- 都内には系列校、全国に姉妹校、関連校がある。

## 沿革
- 1934年 カトリック修道会のひとつであるサレジオ会により、東京育英工芸学校として現在の杉並区に創立（学校設立代表者ヴィンチェンツォ・チマッティ師）。印刷科を設置許可。
- 1935年4月 学校開学。
- 1938年 木材工芸科を増設。
- 1940年 財団法人組織とし、帝都育英学院となる。
- 1942年 甲種工業学校に昇格、帝都育英工業学校となる。
- 1947年 学制改革により帝都育英学院中学校を併設。
- 1948年 学制改革、帝都育英工業高等学校になる。
- 1949年 電気科を増設。
- 1951年 学校法人帝都育英学院と改称。
- 1955年2月15日 校舎、寄宿舎が全焼。副校長及び職員3人が死亡[2]。
- 1960年 校名を育英工業高等学校・育英中学校と改称。
- 1963年 法人名を学校法人育英学院と改称、育英高等専門学校を開設、改称し、印刷工学科、電気工学科、工業意匠学科の3科設置。
- 1965年 育英工業高等学校を廃校する。
- 1967年 改組、育英工業高等専門学校となる。工業意匠学科を工業デザイン学科と改称。
- 1975年 印刷工学科をグラフィック工学科と改称。
- 1978年 グラフィック工学科印刷研究館落成。
- 1988年 情報教育センター設置。男女共学の実施。
- 1989年 電子工学科・情報工学科設置認可。
- 1990年 電子工学科・情報工学科新設、5学科編成。育英中学校廃止認可。
- 1997年 グラフィック工学科をビジュアル情報工学科に改称。工業デザイン学科をデザイン工学科に改称。
- 1998年 サレジアン文化技術交流センター (SITEC) 落成。
- 2005年3月 育英高専杉並校舎を閉鎖。東京都町田市の小山ヶ丘に移転、デザイン、電気、電子、情報の4学科編成となる。サレジアン文化技術交流センター (SITEC) のみ杉並キャンパスとして残る。
- 2005年4月 現校名「サレジオ工業高等専門学校（サレジオ高専）」に改称。
- 2008年4月 電子工学科を機械電子工学科と改称。
- 2010年4月 デザイン工学科をデザイン学科と改称。
- 2025年4月 情報工学科のみの編成となる。デザイン学科・電気工学科・機械電子工学科は募集停止。制服廃止。

## 教育の理念
- 「神は愛なり Loving Kindness」カトリックミッションによるキリスト教の精神に基づく教育
- 「技術は人なり Human Technology」教養と専門を基盤とする総合的人格陶冶に基づく技術者教育
- 「真理は道なり Living Truth」理論と実践を両輪に創造性と探求心あふれる人間教育

## 学科
- 本科
  - デザイン学科（2025年度募集停止）
  - 機械電子工学科（2025年度募集停止）
  - 電気工学科（2025年度募集停止）
  - 情報工学科
- 専攻科
  - 生産システム工学専攻

## 他大学との単位互換協定
- 創価大学、多摩美術大学、東京家政学院大学、東京工科大学、ヤマザキ動物看護短期大学

## 主な出身者
- 江藤俊哉 - ヴァイオリニスト、元桐朋学園大学学長、日本芸術院会員
- 由良拓也 - レーシングカーデザイナー
- 岩崎一郎 - プロダクトデザイナー
- 大地丙太郎 - アニメーション監督、演出家
- 木村タカヒロ - イラストレーター
- 常盤響 - 写真家、グラフィックデザイナー、DJ
- 成瀬未亜 - 声優 、原画家、えあえ
- きくち英一 - 俳優、スタントマン